# Tres hombres y una batalla
Tres hombres y una batalla (Tres homes i una batalla) és el vuitè llibre de l'uruguaià Diego Fischer. Va ser editat per Editorial Sudamericana el desembre de 2014.

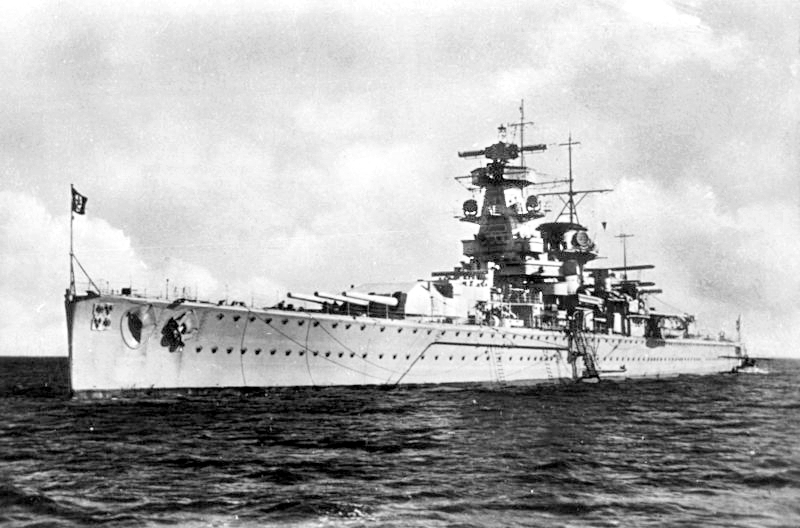
Graf Spee el 1936

Es tracta d'una investigació sobre l'enfonsament del Cuirassat Graf Spee alemany en aigües territorials d'Uruguai. El vaixell va servir a la Marina de Guerra alemanya. Els protagonistes del llibre son el fill de l'ambaixador britànic a l'Uruguai Eugen Millington-Drake, Wilhelm Spielmann i Alberto Voulminot.